# Pina de Ebro (kommun)
Pina de Ebro är en kommun i Spanien.   Den ligger i provinsen Provincia de Zaragoza och regionen Aragonien, i den nordöstra delen av landet, 300 km öster om huvudstaden Madrid. Antalet invånare är 2 635.